# 婁定遠
婁 定遠（ろう ていえん、? - 574年）は、北斉の外戚。本貫は代郡平城県。

## 経歴
婁昭の次男として生まれた。若くして顕職を歴任し、武成帝に気に入られて、臨淮郡王の別封を受けた。天統3年（567年）閏6月、尚書左僕射に任じられた。天統5年（569年）3月、司空に上り、趙彦深・和士開・元文遙・綦連猛・高阿那肱・胡長粲・唐邕らとともに朝政を掌握して、八貴のひとりと称された。しかし趙郡王高叡とともに和士開を追い落とそうと画策しながら、和士開の賄賂を受け取ったため、かえって瀛州刺史に左遷されてしまった。
ときに穆提婆が定遠の弟の婁季略の伎妾を身請けしたいと申し出たが、定遠がこれを許さなかったため、穆提婆は定遠に恨みを抱いた。武平5年（574年）、高思好が反乱を起こすと、穆提婆はこの機を捉えて定遠が高思好と通じていると臨淮国郎中に告発させた。後主は開府の段暢に3000騎を与えて瀛州を包囲させ、御史の趙秀通を州治に送って、不正蓄財の罪で定遠を追求させた。このため定遠は自ら縊死して果てた。

## 伝記資料
- 『北斉書』巻15 列伝第7
- 『北史』巻54 列伝第42